# Ключик, Файви Борисович
Фа́йви Бори́сович Клю́чик (урожд. Faivisc Klutschik — Файвиш Ключик, эст. Faivi Kljutšik; 7 октября 1933, Таллин — 29 апреля 2008, Таллин) — советский и эстонский фотограф, член Союза журналистов Эстонии. Заслуженный журналист Эстонской ССР (1989).

## Биография
Файвиш родился в Таллине 7 октября 1933 года. Его мать, Рахель Кит, работала на ткацкой фабрике. Осенью 1941 года Файвиш должен был пойти в 1-й класс Таллинской Еврейской гимназии. Когда началась война, Файвиш с матерью уехали в эвакуацию на Урал. Его отец, Борис Файвович Ключик, ушёл воевать в истребительный батальон, потом в Эстонский стрелковый корпус и воевал до победы. Вскоре после войны он умер от заражения крови.
В школьные годы Файви ходил в фотокружок таллинского Дома пионеров, и в 1950 году в газете «Молодёжь Эстонии» был опубликован его первый фотоснимок. В 1958 году Файви Ключик был приглашен в качестве штатного корреспондента в газету «Советская Эстония». В «Советской Эстонии» он проработал 40 лет. Файви Ключик делал также снимки для многих других печатных изданий Эстонии. В 1990-х годах работал фотокорреспондентом в газете «Эстония».
«Это был уникальный для своего времени журналист, настоящий репортёр... Он был очень болен, ходил в специальной ортопедической обуви. Как теперь говорят, человек был с ограниченными способностями, но тем не менее обладал удивительной способностью везде успевать», — вспоминала коллега Файви Ключика по работе в газете «Советская Эстония» Светлана Иванова.
Файви Ключик передвигался на «Запорожце» с ручным управлением, в последние годы жизни в работе ему помогала жена Авива, но он всегда успевал одним из первых очутиться на месте интересного или знаменательного события, умел уговорить охрану важных лиц, чтобы его пропустили к ним.
Авива родилась в Таллине, её семья была репрессирована и сослана в Сибирь. В 1957 году она приехала со своей мамой на родину в отпуск, где и познакомилась с Файви. Заявление в ЗАГС они подали уже через четыре дня после знакомства, а в 2007 году отпраздновали золотую свадьбу.
«Твой объектив всегда на взводе!» — написал в дружеском послании своему коллеге Файви Ключику в день его 40-летия Сергей Довлатов.
Файви Ключик снимал рабочих и крестьян, полководцев и солдат, президентов и королей, спортсменов, артистов и композиторов. Он не любил постановочных снимков. На его снимках и высокопоставленные лица, и знаменитости, и простые люди всегда выглядят так, будто сфотографированы для семейного фотоальбома.
«Эксклюзив — в те советские времена это слово, которое сейчас такое привычное, было иностранным. Файви его часто употреблял и сам говорил: я добыл эксклюзив, я добуду эксклюзив, так что у него было стремление быть всегда первым», — рассказывал коллега Файви Ключика по работе в газете «Молодежь Эстонии» Владимир Фридлянд.
Файви Ключик сумел найти и сфотографировать первую в Эстонии «хрущевскую» кукурузу. И когда в «Молодёжи Эстонии» появился его снимок, первый секретарь ЦК Компартии Эстонии Кэбин поехал на место проверить, действительно ли там сумели вырастить такую кукурузу (для того, чтобы была видна её высота, Ключик загнал в кукурузу лошадь), или сообщение об этом — «газетная утка». Это оказалось правдой.
18 тысяч негативов Файви Ключика, имеющих культурно-историческую ценность, хранятся в фотоархиве Эстонского телерадиовещания (ERR); в октябре 2009 года ERR объявило о начале работ по их дигитализации. Около тысячи фотоснимков Ключика уже можно найти в Интернете.
Файви Ключик умер 29 апреля 2008 года в Таллине после продолжительной болезни. Похоронен на Таллинском новом еврейском кладбище.

## Награды
- 1989 — Заслуженный журналист Эстонской ССР
- Дважды лауреат премии Союза журналистов Эстонской ССР[4]
- 2001 — Медаль ордена Белой Звезды[9]

## Фотоработы
- Фотоработы Файви Ключика в фотоинфосистеме Национального архива Эстонии

## Семья
Жена — Авива Боруховна Ключик.
Дочь — Инна Файвовна Кандель.
Внучка — Шошана Кандель.